# سامسا (غذا)
سامسا نوعی سمبوسه خوش طعم و یکی از غذاهای اصلی در آشپزی آسیای میانه است. این غذا نوعی نان پر شده با گوشت و گاهی با سبزیجات است. سامسا در نوع پخت با سمبوسه متفاوت است.
سامساها تقریباً همیشه در کشورهای قزاقستان، قرقیزستان، تاجیکستان، ترکمنستان، ازبکستان، ترکیه و ایران، و همچنین در منطقه خودمختار سین کیانگ پخته می‌شوند. برخلاف سمبوسه جنوب آسیا، به ندرت سرخ می‌شوند. سامسا سنتی اغلب در تنور پخته می‌شود که یک تنور سفالی مخصوص است. خمیر می‌تواند یک خمیر نان ساده یا یک خمیر شیرینی لایه ای باشد. رایج‌ترین مواد میانی سامساهای سنتی مخلوطی از گوشت گوسفند و پیاز چرخ کرده است، اما استفاده انواع گوشت مرغ، گوشت گاو چرخ کرده و پنیر نیز رایج است. سامسا با مواد دیگر مانند سیب زمینی یا کدو تنبل (معمولاً فقط در فصل خودش) نیز یافت می‌شود.
در آسیای مرکزی، سامساها اغلب در خیابان‌ها به عنوان یک میان‌وعده گرم فروخته می‌شود. آنها در کوشک‌ها، یا دکه‌های مخصوص فروش همبرگر یا انواع فست فود، فروخته می‌شوند. بسیاری از خواربارفروشی‌ها نیز سامسا را از تأمین کنندگان خریداری کرده و مجدداً می‌فروشند.
در آشپزی تاجیکی، نان‌هایی پر از گوشت هستند که معمولاً مثلثی شکل هستند. فیلینگ این نان‌ها را می‌توان با گوشت چرخ کرده (یا گوشت گوسفندی سنتی تر مخلوط با چربی دم) و سپس پیاز، ادویه جات، دانه‌های زیره و سایر چاشنی‌ها قبل از پختن در تنور درست کرد.

## نگارخانه

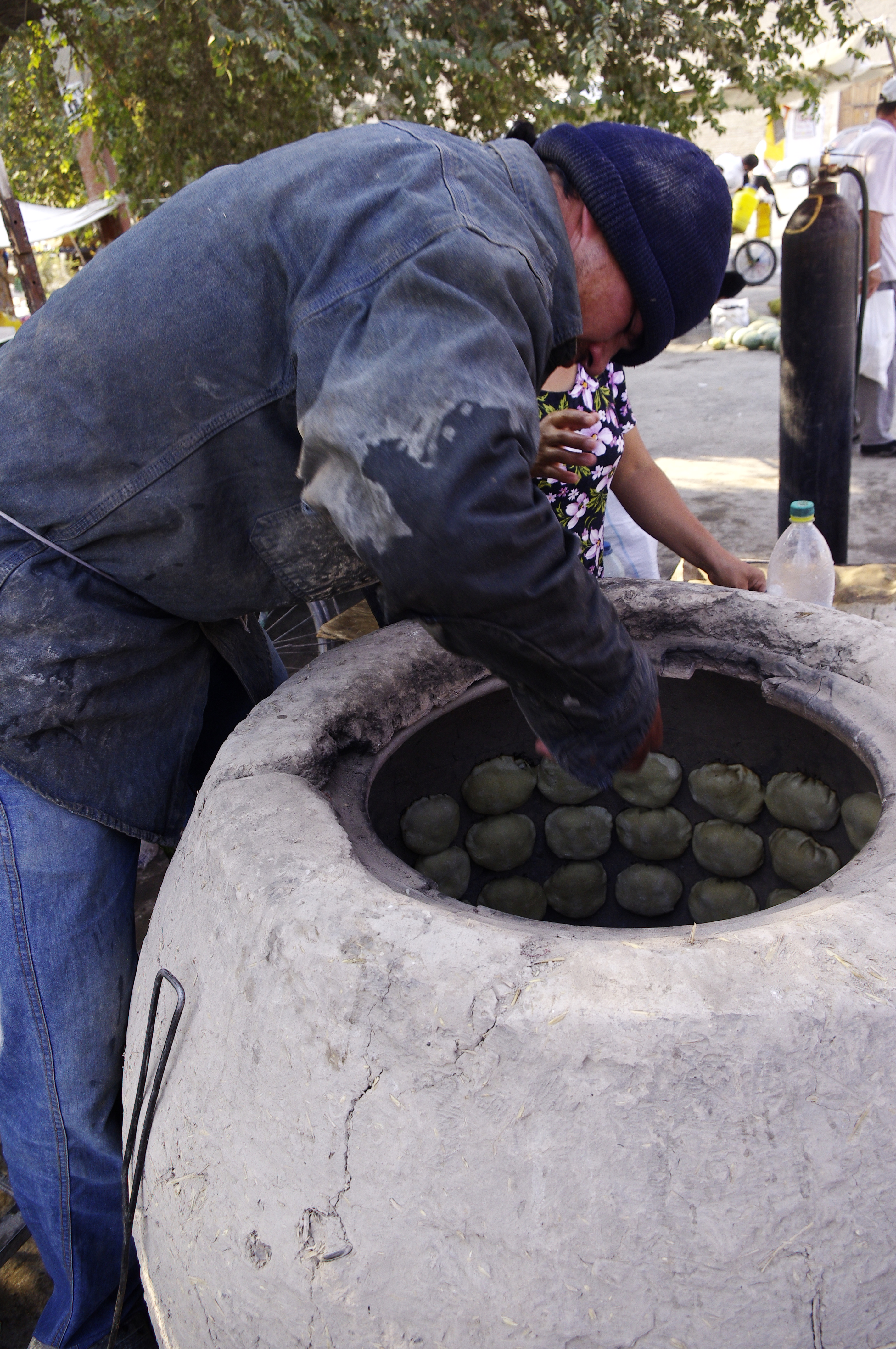
تهیه سامسا در تنور
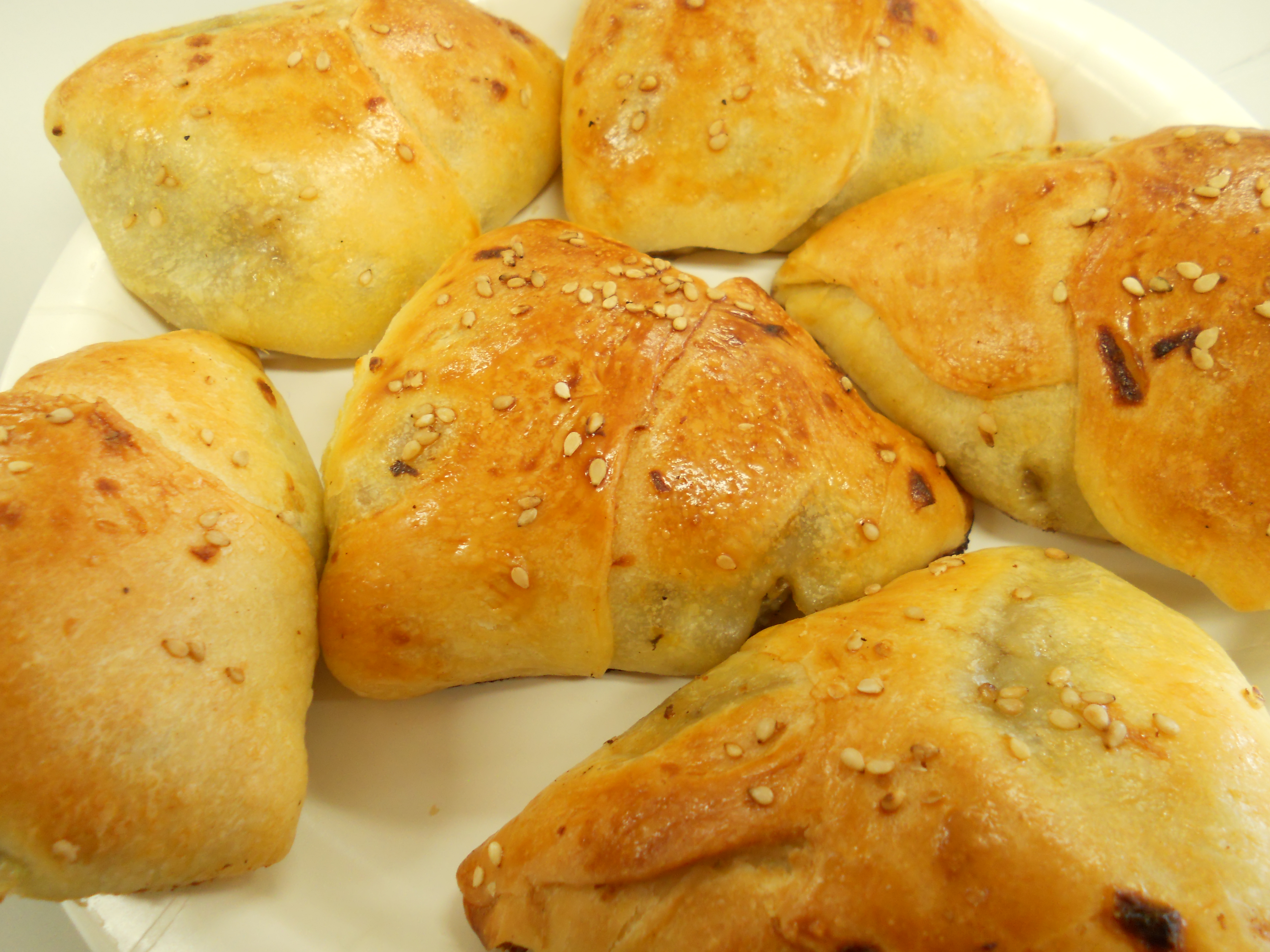
سامسا به سبک اویغوری
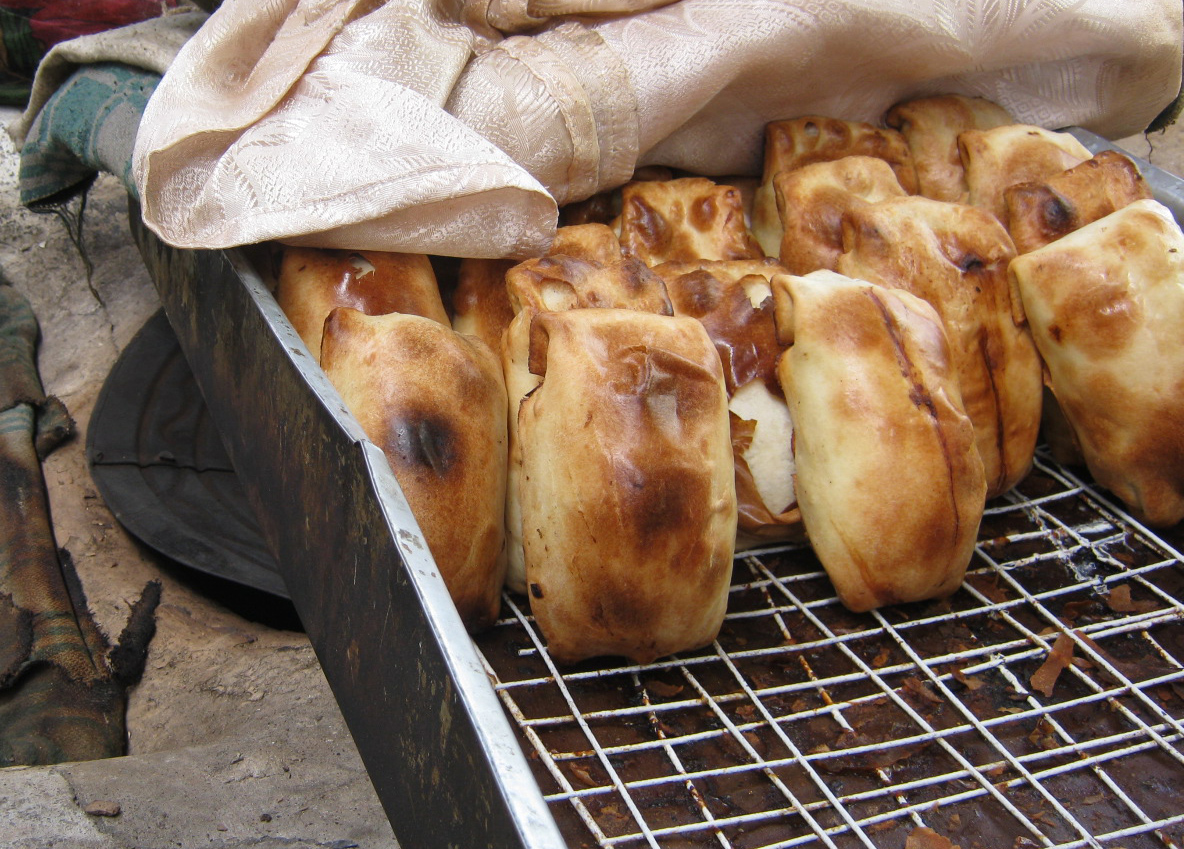
سامسا در قرقیزستان
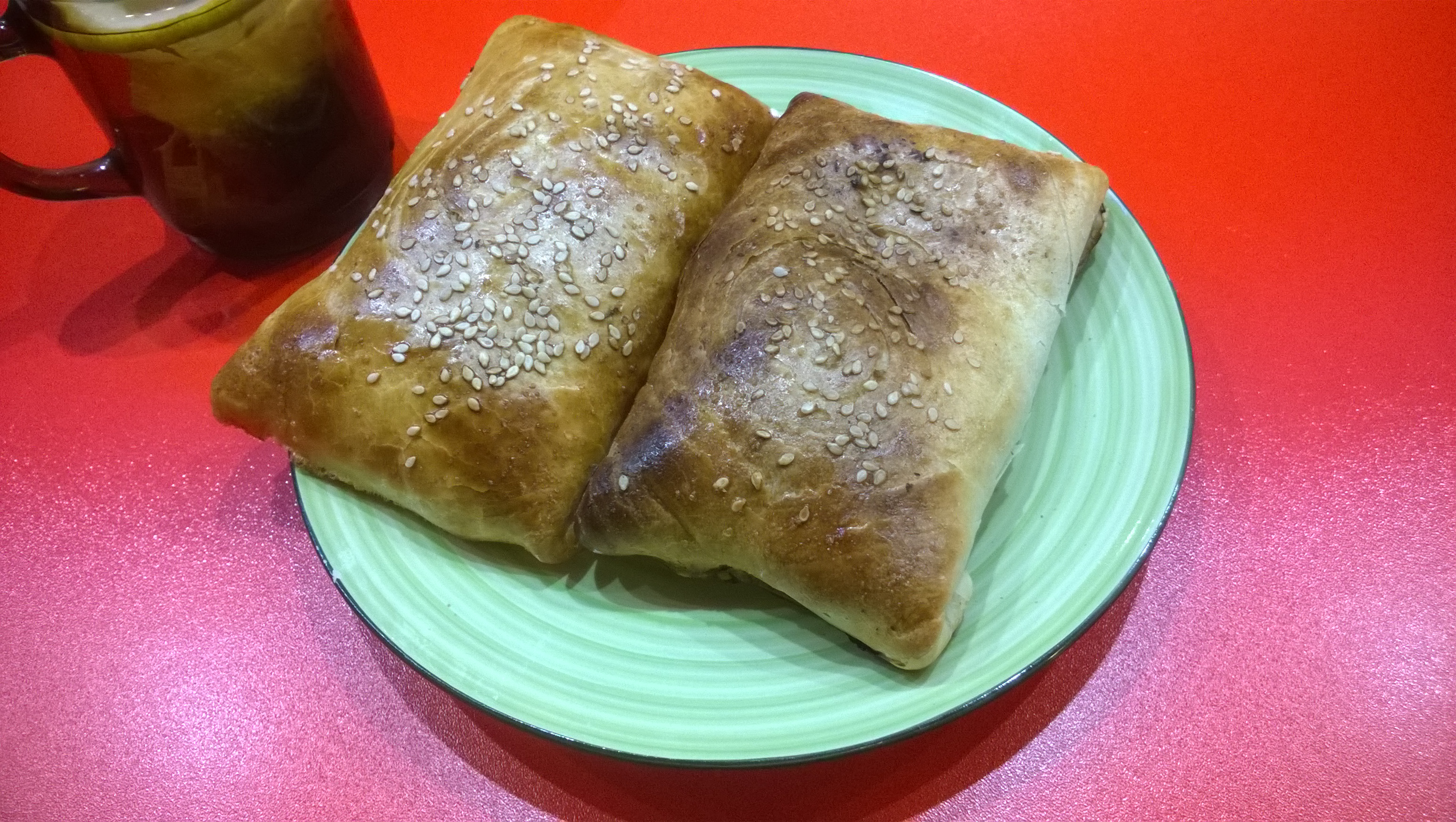
سامسا در یک کافه در روسیه
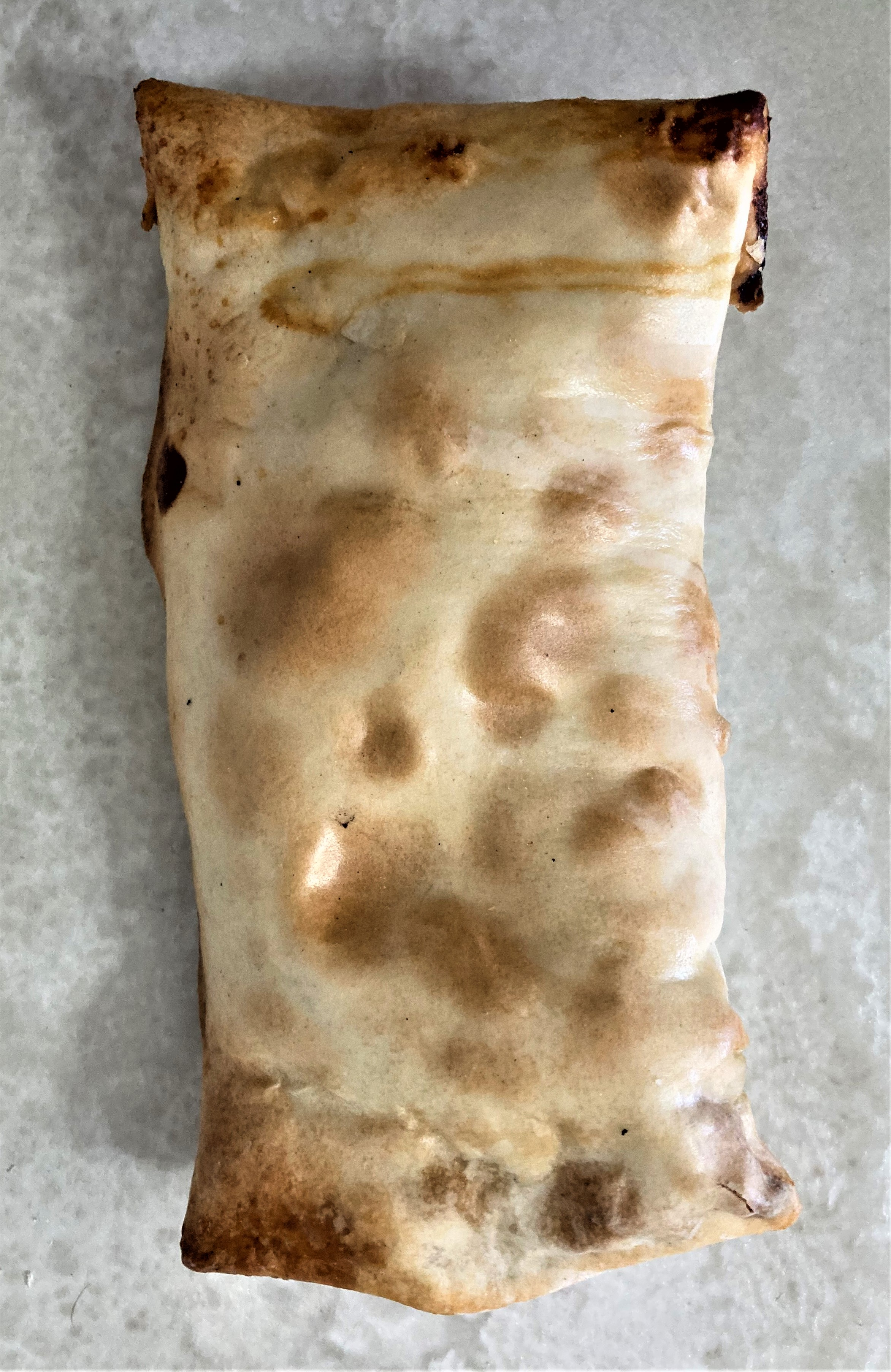
یک سامسا ترکمن